# ГЕС Потпеш
ГЕС Потпеш – гідроелектростанція на заході Сербії у Златиборському окрузі, споруджена на річці Лім (права притока Дріни, яка утворює кордон між Сербією та Боснією).
Для спорудження станції річку перекрили бетонною гравітаційною греблею висотою 46 метрів, довжиною 215,5 метрів, шириною від 7 (по гребеню) до 38 метрів. Під час її будівництва були виконали земляні роботи в обсязі 88 тис м3 та використали 130 тис м3 бетону.Це створило водосховище довжиною 23 км із об’ємом 44 млн м3.
Машинний зал станції обладнаний трьома турбінами типу Френсіс загальною потужністю 51 МВт, введеними в експлуатацію у період з 1967 по 1970 роки.